# Myriostoma
Myriostoma Desv. (gwiazda) – rodzaj grzybów z rodziny gwiazdoszowatych (Geastraceae). W Polsce występuje jeden gatunek.

## Charakterystyka
Grzyby półpodziemne. Bazydiokarpy zaczynają się rozwijać pod ziemią. W trakcie dojrzewania egzoperydium (zewnętrzna warstwa perydium) pęka na 7 do 14 ramion, które wyginają się do tyłu wypychając bazydiokarp ponad podłoże. Całkowicie dojrzałe okazy mogą osiągnąć wymiary 2–12 cm. Ich ramiona są nierównej wielkości z końcówkami często zagiętymi do wewnątrz. Zbudowane są z trzech warstw. Wewnętrzna warstwa pseudoparenchymatyczna w stanie świeżym jest mięsista i gruba, początkowo bladobeżowa, ale w miarę dojrzewania ciemnieje od żółtej do brązowej, często pękając i złuszczając się w tym procesie. Zewnętrzna warstwa, często pokryta drobnymi resztkami liści lub glebą, zwykle pęka, odsłaniając środkową warstwę włóknistą, zbudowaną z gęsto upakowanych strzępek. Podstawa bazydiokarpu jest wklęsła lub sklepiona i często pokryta przylegającą glebą. Mniej więcej kuliste endoperydium jest podtrzymywane przez skupisko krótkich kolumn w kształcie spłaszczonych kul. Jest szarobrązowez licznymi, drobnymi, małymi brodawkami. Istnieje kilka lub wiele równomiernie rozmieszczonych ujść, ostioli, głównie w górnej połowie endoperydium. Są w przybliżeniu okrągłe z postrzępionymi krawędziami. Wewnątrz bazydiokarpu są kolumelle wyrastające z jego podstawy, nie dochodzące do górnej części endoperydium, lecz kończące się niżej. Bazydiospory kuliste, nieamyloidalne, ornamentowane wypukłościami o nieregularnym kształcie.
Zarodniki rozsiewane są przez deszcz i wiatr. Gleba ma konsystencję przypominającą gąbkę. Po uderzeniu kropli deszczu ugina się, następnie wyprostowuje wyrzucając część zarodników przez ostiole na zewnątrz. Chmura tak wydalonych zarodników może być następnie roznoszona przez wiatr.

## Systematyka i nazewnictwo
Pozycja w klasyfikacji według Index Fungorum: Geastraceae, Geastrales, Phallomycetidae, Agaricomycetes, Agaricomycotina, Basidiomycota, Fungi.
Takson utworzył Nicaise Auguste Desvaux w 1809 r. Synonimy:
- Bovistoides Lloyd 1919
- Polystoma Gray 1821[4].

Polską nazwę gwiazda utworzyli Barbara Gumińska i Władysław Wojewoda w 1968 r. Używali także nazwy wieloporek, ale w 2003 r. W. Wojewoda zarekomendował nazwę gwiazda.
Gatunki
- Myriostoma areolatum (Calonge & M. Mata) M.P. Martín, J.O. Sousa & Baseia 2017
- Myriostoma australianum J.O. Sousa, Baseia & M.P. Martín 2018
- Myriostoma calongei Baseia, J.O. Sousa & M.P. Martín 2017
- Myriostoma coliforme (Dicks.) Corda 1842 – gwiazda wieloporowata
- Myriostoma herrerae Guzmán-Dávalos, Villalobos-Arámbula, Cabarroi-Hernández, Haro-Luna & Ramírez-Cruz 2021

Nazwy naukowe na podstawie Index Fungorum. Nazwy polskie według Władysława Wojewody.